# Боск л'Ар
Боск л'Ар (фр. Bosc-le-Hard) насеље је и општина у северној Француској у региону Горња Нормандија, у департману Приморска Сена која припада префектури Дјеп.
По подацима из 2011. године у општини је живело 1508 становника, а густина насељености је износила 145,42 становника/km². Општина се простире на површини од 10,37 km². Налази се на средњој надморској висини од 170 метара (максималној 176 m, а минималној 128 m).

## Демографија
| 1962. | 1968. | 1975. | 1982. | 1990. | 1999. | 2011. |
| ----- | ----- | ----- | ----- | ----- | ----- | ----- |
| 825   | 876   | 1.224 | 1.178 | 1.271 | 1.410 | 1.508 |

График промене броја становника у току последњих година